# 1543년

## 연호
- 명(明) 가정(嘉靖) 22년
- 일본(日本) 덴분(天文) 12년
- 후 레 왕조(後黎朝) 응우옌호아(元和) 11년
- 막 왕조(莫朝) 꽝호아(廣和) 3년

## 기년
- 류큐(琉球) 쇼세이왕(尚清王) 17년
- 명(明) 세종 가정제(世宗 嘉靖帝) 22년
- 조선(朝鮮) 중종(中宗) 38년
- 후 레 왕조(後黎朝) 장종(莊宗) 11년
- 막 왕조(莫朝) 헌종(憲宗) 3년

## 사건
- 코페르니쿠스가 지동설을 발표, 책으로 출간함.
- 일본 다네가섬(종자도)에 표류한 포르투갈 인이 유럽의 화승총을 전해주었다.[1] 종자도총이 개발됨.
- 8월 6일 - 오스만-프랑스 연합함대가 사보이아 공국의 니스를 포위하기 시작하였다.
- 8월 11일 - 주세붕이 우리나라 최초의 서원인 소수서원 건립[2]

## 탄생
- 1월 31일 - 에도 막부 1대 쇼군 도쿠가와 이에야스

## 사망
- 5월 24일 - 폴란드 천문학자 니콜라우스 코페르니쿠스